# Agência Senado
L'Agência Senado (Agence Sénat) est une agence d'informations du Sénat Fédéral brésilien responsable de la production des informations.

## Présentation
Tout le matériel produit par l'Agence le Sénat (textes, images et multimédia) peut librement être copié et distribué, en citant la source.